# 예수의 동정녀 탄생

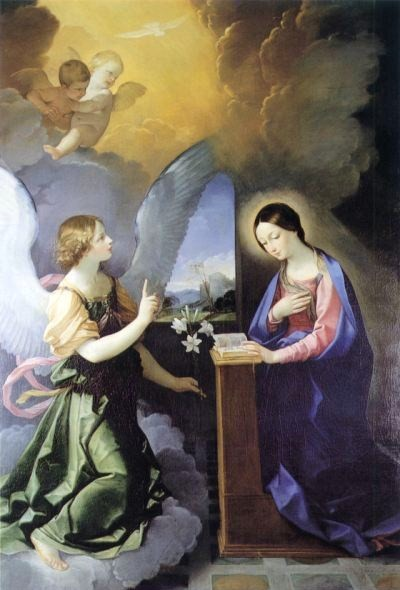
귀도 레니의 성모 영보.

동정녀 탄생은 성령에 의해 동정녀 마리아의 태중에 예수가 잉태되어 태어났다고 믿는 기독교의 교리이다. 신약성경의 마태오의복음서 1장 18-25절과 루가의 복음서 1장 26-38절에 언급되어 있다. 마르코의 복음서나 요한 복음서, 바울로 서간에는 따로 언급되어 있지는 않다.
동정녀 탄생은 초대 교회 때부터 전승으로 전해져 오던 것이 2세기 때 보편적인 신앙이 되었으며, 사도신경에 공식적으로 기술되었다. 그리고 이 교리에 대해서 몇몇 소수 종파들을 제외하고 18세기까지 심각한 이의가 제기되지 않았으며, 오늘날에도 로마 가톨릭교회와 동방 정교회, 대다수 개신교에서 기본적인 신앙 교리로 받아들여지고 있다. 이슬람교 또한 예수가 동정녀의 태중에 잉태되어 태어났다고 믿는다.

## 다른 교리들과의 구별
마리아가 동정녀의 몸으로 예수를 잉태해 낳았다는 교리는 용어 때문에 때때로 마리아의 원죄 없는 잉태 교리, 즉 여느 사람과 마찬가지로 정상적인 방식으로 잉태되었지만 하느님의 은총으로 특별히 원죄의 사함을 받았다는 가톨릭 교리와 혼동되기도 한다.
예수의 동정녀 탄생 교리는 또한 마리아가 예수를 낳은 후에도 계속 동정녀로 남았다는 마리아의 평생 동정 교리와도 구분된다.

## 문화적 배경
예수가 살던 시대의 유대인 풍습에서는 여자는 연령이 12세 가량이 되면 약혼을 하는 것이 일반적이었다. 약 1년 동안 지속되는 약혼 기간 중에는 배우자가 될 남녀 간에 만남이 이루어지지 않으며, 신부가 될 여인은 친가에 머물러야만 했다. 약혼은 계약서로 공식화했는데, 그 내용에는 결혼 후 남편이 사망할 경우 그의 재산을 아내와 자녀에게 이전하겠다는 서약이 담겨져 있었다. 만약 결혼하기 전에 이 계약서를 무효화하면 여성은 다시 자유로워져 다른 남자와 약혼해 결혼할 수 있었다.

## 신약성경

프라 안젤리코의 성모 영보.

예수에 대한 초기 기독교의 가르침은 그의 죽음과 부활이 주를 이루었으며, 초대 교회는 나중에 연대순에 따른 그의 나머지 삶 부문에 대해서도 관심을 갖게 되었다. 초기 기독교인들의 가르침은 획일적이지 않았으며, 그 결과 공관 복음서라고도 불리는 네 복음서는 각 저자들이 공통적인 시각을 가지고 기술했기 때문에 중복되는 부분이 많은 반면에 각 저자들의 특성에 따라 차이를 보이기도 한다. 예수의 탄생 경우, 동일하게 그가 베들레헴에서 동정녀를 통해 태어났다고 기술하고 있다.

### 복음서
공관 복음서 중에서 예수의 탄생에 대해 기술하고 있는 복음서는 루가의 복음서와 마태오의복음서 둘 뿐이다. 루가의 복음서는 마리아에 초점을 맞춘 반면에 마태오의복음서는 요셉에게 초점을 맞추고 있지만, 두 복음서 모두 예수가 인간 아버지 없이 잉태되었다는 점에서 공통적으로 기술하고 있다.
루가의 복음서의 서문에서는 복음사가가 ‘이 모든 일을 처음부터 자세히 살펴봤다’(루가의 1,3 참조)라고 밝혔지만, 루가의 복음서는 물론 마태오의복음서에 기술된 예수의 탄생 장면은 마리아나 요셉의 직접적인 증언에 의한 것으로 보이지는 않는다. 제임스 해스팅스와 토머스 뉴팰트는 예수의 탄생과 관련된 기술은 의도적으로 예수 사후 여러 해 동안 비밀리에 계속 초기 기독교의 소집단 내에서만 제한적으로 전해지는 비밀에 부쳐졌다고 분석하였다. 로널드 브라운리그는 루가의 복음서의 기술은 마리아의 생애, 마태오의복음서의 기술은 요셉의 생애라는 믿을 만한 소식통에서 나왔다고 보았다.

## 미술
동정녀 탄생 교리는 종종 기독교 미술에서 대천사 가브리엘이 마리아에게 장차 하느님의 아들을 잉태하리라고 예고한 성모 영보와 예수의 탄생 장면 등으로 표현된다. 성모 영보는 서구 미술에서 많이 다루는 주제 가운데 하나이며, 중세 미술에서 대천사 가브리엘이 가장 많이 등장하는 미술 주제이기도 하다. 예수의 탄생 장면을 묘사한 그림들 가운데 일부는 요셉이 고개를 옆으로 돌리고 있는데, 이는 그가 예수의 친아버지가 아니며, 예수의 탄생은 전적으로 성령에 의한 것임을 은연 중에 암시하는 것이라고 볼 수 있다.

## 영향
서구의 언어에서 처녀를 뜻하는 말이, (대문자로 하면) 그대로 성모 마리아를 가리키는 것이 많다. La Virgen(스페인어), la Vierge(프랑스어), Virgin Mary, The Virgin(영어), 등. 또, 흥미로운 점은 기혼 여성을 높여서 마리아를 가리키는 경우가 있다. Madonna(이탈리아어), Notre-Dame(프랑스어), Our Lady(영어) 등.

## 같이 보기
- 강생
- 그리스도론
- 마리아의 평생 동정
- 사도신경
- 삼위일체
- 성모 영보
- 예수의 탄생